# دردهراسی
درد هراسی یا آلگوفوبیا (به انگلیسی: Algophobia) ترس پایدار غیر منطقی از درد است.
ترس شدید و نامتناسب از شیء یا موقعیتی خاص که در واقع خطرناک نیست.ترسی که خیلی بیشتر از افراد عادی تجربه می‌شود.
هراس از درد می‌تواند با رفتار درمانی و دارو درمانی مثل داروهای ضد اضطراب درمان گردد..